# Vicente Guaita
Artikeln följer den spanska namnseden; faderns efternamn är Guaita och moderns efternamn Panadero.
Vicente Guaita Panadero (spanskt uttal: [biˈθente ˈɣwaita panaˈðeɾo]), född 10 januari 1987, är en spansk professionell fotbollsspelare som spelar som målvakt för Premier League-klubben Crystal Palace.
Han spelade 176 La Liga-matcher under loppet av åtta säsonger för Valencia och Getafe, samt en säsong på lån för Recreativo i Segunda División.

## Klubbkarriär

### Valencia
Guaita föddes i Torrent i Valencia (autonom region), och tog examen från Valencias ungdomssystem efter att ha anlänt dit från CD Monte-sión vid 13 års ålder.  Han blev befordrad till A-laget inför säsongen 2008–09 efter att Santiago Cañizares avslutade sin professionella fotbollskarriär. Eftersom tyska Timo Hildebrand dessutom frystes ut av tränaren Unai Emery blev Guaita direkt reservmålvakt.
Guaita gjorde sin officiella debut med A-laget den 2 oktober 2008, i en UEFA Cup-match mot Marítimo (2–1-hemmaseger). Men efter att veteranen César Sánchez anlände från Tottenham Hotspur senare på året och Renan återhämtade sig från sin skada, förblev han tredjevalet tills säsongen ut. 
Under 2009–10 ansågs Guaita inte behövas i A-laget, eftersom Sánchez hade förnyat sitt kontrakt ytterligare ett år samt att Mallorcas Miguel Ángel Moyá hade köpts in. Han lånades därmed ut till Segunda Divisións Recreativo de Huelva. När andalusierna bekvämt placerade sig i mitten av tabellen tilldelades han tävlingens Ricardo Zamora Trophy, efter att han endast hade släppt in 24 mål på 30 uppträdanden.
I maj 2011 förlängde Guaita sitt kontrakt med Valencia till 2015. Han började säsongen som startmålvakt, men efter en allvarlig handskada i början av november 2011 förpassades han till bänken. 

### Getafe

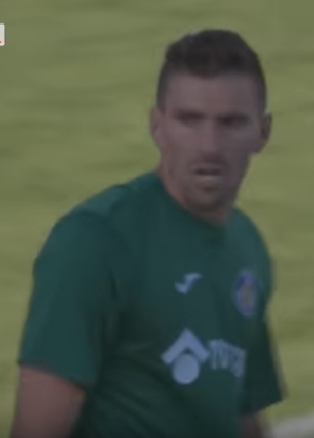
Guaita 2016

Den 31 juli 2014 såldes Guaita till Getafe med en återköpsklausul. Han debuterade för sitt nya lag den 24 augusti, i en bortaförlust med 1–3 mot Celta.
Under 2016–17 säsongen, spelade Guaita ytterst lite för Getafe i andradivisionen på grund av skador.  Han var dock förstamålvakt under slutspelen, vilket slutade med avancemang till La Liga.    

### Crystal Palace
Den 2 februari 2018 bekräftade Crystal Palace manager Roy Hodgson att Guaita hade skrivit på för klubben i en gratis övergång, treårskontraktet började gälla den 1 juli samma år. Han debuterade i Premier League den 15 december där han höll nollan i en 1–0-hemmaseger mot Leicester City.

## Karriärstatistik
| Club              | Season       | League             | League | League | National Cup | National Cup | League Cup | League Cup | Other | Other | Total | Total |
| Club              | Season       | Division           | Apps   | Goals  | Apps         | Goals        | Apps       | Goals      | Apps  | Goals | Apps  | Goals |
| ----------------- | ------------ | ------------------ | ------ | ------ | ------------ | ------------ | ---------- | ---------- | ----- | ----- | ----- | ----- |
| Valencia Mestalla | 2006–07      | Segunda División B | 8      | 0      | —            | —            | —          | —          | —     | —     | 8     | 0     |
| Valencia Mestalla | 2008–09      | Segunda División B | 10     | 0      | —            | —            | —          | —          | —     | —     | 10    | 0     |
| Valencia Mestalla | Total        | Total              | 18     | 0      | —            | —            | —          | —          | —     | —     | 18    | 0     |
| Valencia          | 2007–08      | La Liga            | 0      | 0      | 0            | 0            | —          | —          | 0     | 0     | 0     | 0     |
| Valencia          | 2008–09      | La Liga            | 2      | 0      | 3            | 0            | —          | —          | 3     | 0     | 8     | 0     |
| Valencia          | 2010–11      | La Liga            | 21     | 0      | 3            | 0            | —          | —          | 4     | 0     | 28    | 0     |
| Valencia          | 2011–12      | La Liga            | 26     | 0      | 2            | 0            | —          | —          | 2     | 0     | 30    | 0     |
| Valencia          | 2012–13      | La Liga            | 14     | 0      | 5            | 0            | —          | —          | 6     | 0     | 25    | 0     |
| Valencia          | 2013–14      | La Liga            | 13     | 0      | 3            | 0            | —          | —          | 7     | 0     | 23    | 0     |
| Valencia          | Total        | Total              | 76     | 0      | 16           | 0            | —          | —          | 22    | 0     | 114   | 0     |
| Recreativo (loan) | 2009–10      | Segunda División   | 30     | 0      | 1            | 0            | —          | —          | —     | —     | 31    | 0     |
| Getafe            | 2014–15      | La Liga            | 29     | 0      | 0            | 0            | —          | —          | —     | —     | 29    | 0     |
| Getafe            | 2015–16      | La Liga            | 38     | 0      | 0            | 0            | —          | —          | —     | —     | 38    | 0     |
| Getafe            | 2016–17      | Segunda División   | 8      | 0      | 0            | 0            | —          | —          | 4     | 0     | 12    | 0     |
| Getafe            | 2017–18      | La Liga            | 33     | 0      | 0            | 0            | —          | —          | —     | —     | 33    | 0     |
| Getafe            | Total        | Total              | 108    | 0      | 0            | 0            | —          | —          | 4     | 0     | 112   | 0     |
| Crystal Palace    | 2018–19      | Premier League     | 20     | 0      | 1            | 0            | 3          | 0          | —     | —     | 24    | 0     |
| Crystal Palace    | 2019–20      | Premier League     | 1      | 0      | 0            | 0            | 0          | 0          | —     | —     | 1     | 0     |
| Crystal Palace    | Total        | Total              | 21     | 0      | 0            | 0            | 0          | 0          | —     | —     | 25    | 0     |
| Career total      | Career total | Career total       | 253    | 0      | 18           | 0            | 3          | 0          | 26    | 0     | 300   | 0     |

## Bemärkelser
Getafe
- Segunda División playoffs : 2017[43]

Individuellt
- Ricardo Zamora Trophy : 2009–10 Segunda División[13]